# سورییگ
سورییگ (به صربی: Svrljig) یک شهرستان در صربستان است که در صربستان جنوبی و شرقی واقع شده‌است. سورییگ ۳۷۴ متر بالاتر از سطح دریا واقع شده‌است.